# دمامة (شوي بانة)
دمامة (بالفارسية: دمامه) هي قرية تقع في إيران في البلدة المركزية.